# Guido Hammer

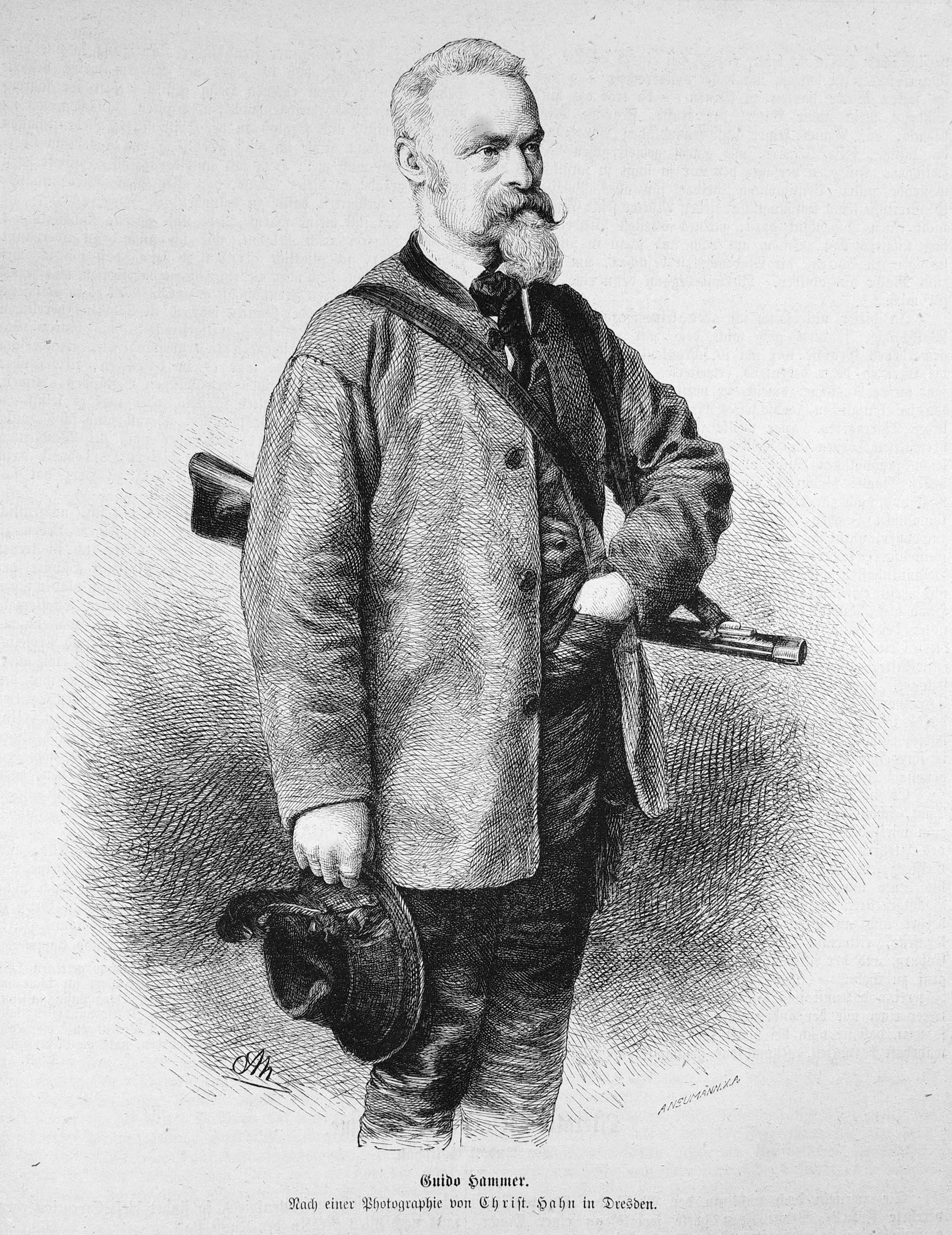
Guido Hammer.

Edmund Guido Hammer, född den 4 februari 1821 i Dresden, död där den 29 januari 1898, var en tysk målare. Han var bror till Julius Hammer.
Hammer bedrev sina första konststudier i hemstaden. Han var därjämte en ivrig jägare och ägnade sig därför företrädesvis åt jaktmåleriet, vartill han under sina strövtåg gjorde studier. Efter att från 1842 ha arbetat i Julius Hübners ateljé företog han 1847 en vidsträckt fotvandring till norra Italien, varjämte han på samma sätt genomströvade Sachsens, Böhmens och Tyrolens berg och skogar. Frukterna därav är mångfaldiga natursanna djurbilder, av vilka de flesta finns i furstliga jaktälskares ägo samt ett par i Dresdens museum.